# Atractus clarki
Atractus clarki — вид змій родини полозових (Colubridae). Мешкає в Колумбії і Панамі.

## Поширення і екологія
Atractus clarki мешкають на заході і північному заході Колумбії (від Кордови і Антіокії до Вальє-дель-Кауки), а також спостерігалися на крайньому сході Панами. Вони живуть у вологих рівнинних тропічних лісах. Зустрічаються на висоті до 1500 м над рівнем моря.